# リナルド (オペラ)
『リナルド』（伊: Rinaldo） (HWV 7a/7b)は、ドイツ出身のイギリスの音楽家ゲオルク・フリードリヒ・ヘンデル（ジョージ・フレデリック・ハンドル）の作曲したオペラである。
トルクァート・タッソによる11世紀のエルサレムを舞台にした叙事詩『解放されたエルサレム』が原作である。
ロンドンで初演された最初のヘンデルのオペラで、1711年の初演は大成功した。上演回数は1711年のシーズンで15回、ヘンデルの生前に合計53回を数える。5つあるヘンデルの魔法オペラのひとつで（他の4作は『オルランド』、『アルチーナ』、『テゼオ』、『アマディージ』）、スペクタクル的な要素もふんだんに盛り込まれている。

## 基本データ
- 作曲: ゲオルク・フリードリヒ・ヘンデル
- 原作: トルクァート・タッソ作　叙事詩『解放されたエルサレム』
- 台本: ジャコモ・ロッシによる3幕もの
- 言語: イタリア語
- 初演: 1711年2月14日、ロンドンのヘイマーケット女王劇場

## 作曲の経緯

### イタリアからイギリスへ
ヘンデルは1706年ごろからイタリアのローマ、フィレンツェ、ヴェネツィアなどを旅行し、イタリアオペラののエッセンスを吸収することができただけではなく、自作のオペラ『アグリッピーナ』を本場ヴェネツィアで成功させることができた。1710年にはハノーファー選帝侯づきの宮廷楽長の地位を得るが、ハノーファーには居つかず、すぐに旅行に出かけ、同年末にイギリスへ渡った。

### 「リナルド」の製作
ロンドンでヘンデルはヘイマーケット劇場の支配人アーロン・ヒルと知り合った。ヒルはタッソーを元に脚本を書き、それをもとにジャコモ・ロッシが台本を仕立てた。ヘンデルはわずか2週間でこのオペラに作曲し、台本の作成が追いつかないほどであったという。ただしオペラのうちの15曲は過去作からの流用であった。オペラは大成功をおさめ、シーズン中に15回も上演された。ヘンデルは、シーズンが終わる1711年6月までロンドンに滞在した。

## 編成

### 楽器編成
オーボエ2、リコーダー3、ファゴット、トランペット4．ティンパニ1対、弦5部、通奏低音（チェンバロ、リュートなど）

### 登場人物
当時のオペラはカストラートによって演じられていたので、アルガンテ以外は男役でも高音である。初演ではタイトルロールのリナルド役をニコリーニが歌った。
- ゴッフレード（コントラルト、男装）- 第1回十字軍の指導者。
- リナルド（アルト／カストラート）- 十字軍の将軍。
- アルミレーナ（ソプラノ）- リナルドのいいなづけ。ゴッフレードの娘。
- エウスターツィオ（アルト／カストラート）- ゴッフレードの弟。
- 魔法使い（アルト／カストラート）
- アルガンテ（バス）
- アルミーダ（ソプラノ）- ダマスコ王妃、妖術使い。

『リナルド』は何度も再演され、1731年には『リナルド』を『ロデリンダ』とともに再演しているが、この版(HWV 7b)ではセネジーノがタイトルロールを歌い、ゴッフレードはテノール、アルガンテはアルト歌手が歌った。

## 演奏時間
2時間50分（カットなし）

## あらすじ

### 第1幕
第1回十字軍はシオン（エルサレム）の征服を目前にしていた。十字軍の英雄リナルドは、軍を率いるゴッフレードの娘アルミレーナを愛していた。
ファンファーレとともに使者が現れ、サラセン人のエルサレム王アルガンテの訪問を告げる。アルガンテは3日間の停戦を提案し、ゴッフレードはそれを受け入れる。アルガンテが頼りにするのは、愛する魔女のアルミーダであった。アルミーダは敵にリナルドさえいなければこちらに勝機があると言う。
アルミレーナとリナルドが愛の二重唱を歌っているところに突然アルミーダが出現し、怪物を率いてアルミレーナを略奪する。リナルドは長大な絶望のアリア(Cara sposa)を歌う。やってきたゴッフレードとエウスタツィオの兄弟にリナルドは事情を話すが、アルミレーナを取り戻すために山の洞窟に住む魔法使いの力を借りることにする。リナルドの激しい技巧的なアリア(Venti, turbini, prestate)で幕がおりる。

### 第2幕
リナルド、ゴッフレード、エウスタツィオの3人が魔法使いのところに旅する途中、海のそばを通りかかると、アルミーダの手下である2人の女の妖精たちが現れてリナルドを誘惑する。リナルドはゴッフレードらが止めるのをきかず、アルミレーナに会いに行こうと舟に乗って去る。
アルミーダの館にとらわれたアルミレーナをアルガンテは愛するが、彼女を解放することはできないと言う。それを聞いたアルミレーナは「では私を泣かせてください」と歌う(Lascia ch'io pianga)。
アルミーダの宮殿まで連れて行かれたリナルドはアルミーダに屈せず、ふたりは激しい二重唱を歌う。アルミーダは敵であるリナルドに好意を持つ。アルミーダはアルミレーナに化けてリナルドをだまそうとするが、リナルドはかろうじて逃れる。残されたアルミーダはリナルドを屈服させるか殺すかしようとするが、ためらって苦しむ(Ah! Crudel)。
アルミーダは再びアルミレーナに化けるが、そこへアルガンテがやってきて愛を語るので、怒ったアルミーダは正体を現す。アルミーダの怒りのアリア(Vo' far guerra, e vincer voglio)で幕がおりる。

### 第3幕
ゴッフレードとエウスタツィオはようやく魔法使いの住む洞窟に到着する。アルミーダの館は怪物によって守られているために人間は近づくことができないが、魔法使いは怪物の力を奪うための魔法の杖を授ける。
アルミーダがアルミレーナを殺そうとしているところにゴッフレードらが現れてリナルドとアルミレーナを救出する。一方アルミーダとアルガンテは和解し、敵を愛したのは一時の過ちであったとして、十字軍と戦う準備をする。軍楽を模した勇壮なシンフォニアが響き、エウスタツィオが敵の接近を伝える。リナルドは雄々しく戦い、敵に打ち勝つ（戦いの様子は器楽によって表現される）。アルガンテとアルミーダは捕えられる。
ゴッフレードはリナルドの活躍を称賛し、アルミレーナとの結婚を祝う。アルミーダはキリスト教に改宗することを誓い、アルガンテともども解放される。
全員の合唱によって幕がおりる。

## 有名なアリア
タイトルロールであるリナルドのアリア「いとしい妻よ」(Cara sposa)はヘンデルの作品中で最高のアリアのひとつといわれる。
「私を泣かせてください」(Lascia ch’io pianga) （アルミレーナのアリア）は、エルサレムのイスラーム側の魔法使いの囚われの身になったアルミレーナが、敵軍の王アルガンテに求愛されても愛するリナルドへの貞節を守るため「苛酷な運命に涙を流しましょう」と歌うアリアであり、単独で歌われることも多い。この曲も本作の多くのアリア同様、ハンブルク時代に書かれたオペラ『アルミーラ』からの転用であり（第3幕第3場、サラバンド）、また1707年にローマで作曲されたイタリア語によるオラトリオ『時と悟りの勝利』のアリア Lascia la spinaの改作である。19世紀のイタリアの音楽学者アレッサンドロ・パリゾッティが17、18世紀のオペラや宗教曲のアリアを編曲、編集し、1914年にリコルディ社から出版した“Arie antiche”（古典アリア集）に含まれていたため、日本では“Arie antiche”を基にしたイタリア歌曲集を通して知られており、テレビドラマ『牡丹と薔薇』では岡本知高が歌ったものがテーマ曲として使用された。

## 作品の評価
ヘンデルが本作を発表した頃のロンドンは、ヘンリー・パーセル以来のイギリス音楽が停滞していた時期であると同時に、イタリア・オペラが少しずつ上演されていた時期であった。そのような時期に、イタリア帰りのヘンデルによるイタリア・オペラの形式をとった本作は、ロンドン市民に好意的に受け入れられた。そして、イギリスでのイタリア・オペラの地位を磐石なものにするのに大きな役割を果たした。